# 林文忠公祠
林文忠公祠，又称林则徐祠堂，现为林则徐纪念馆，位于中华人民共和国福建省福州市鼓楼区澳门路16号，始建於清朝光緒三十一年（1905年）。1985年10月11日公布为第二批福建省文物保护单位，类型为古建筑及历史纪念建筑物，历史年代为清。2013年3月5日公布为第七批全国重点文物保护单位。

## 交通
- 地鐵：福州地铁1号线、福州地铁2号线：南門兜站
- 巴士：光禄坊站、三坊七巷（澳门路）站、道山路口站